# Soupex
Soupex é uma comuna francesa na região administrativa de Occitânia, no departamento de Aude. Estende-se por uma área de 7,37 km². Em 2010 a comuna tinha 248 habitantes (densidade: 33,6 hab./km²).